# La Cèla (Puèi Domat)
La Celle és un municipi francès situat al departament del Puèi Domat i a la regió d'Alvèrnia-Roine-Alps. L'any 2007 tenia 85 habitants.

## Demografia

### Població
El 2007 la població de fet de La Celle era de 85 persones. Hi havia 40 famílies de les quals 20 eren unipersonals (12 homes vivint sols i 8 dones vivint soles), 12 parelles sense fills i 8 parelles amb fills.
La població ha evolucionat segons el següent gràfic:
Habitants censats

### Habitatges
El 2007 hi havia 81 habitatges, 45 eren l'habitatge principal de la família, 26 eren segones residències i 10 estaven desocupats. 79 eren cases i 1 era un apartament. Dels 45 habitatges principals, 35 estaven ocupats pels seus propietaris, 3 estaven llogats i ocupats pels llogaters i 7 estaven cedits a títol gratuït; 1 tenia una cambra, 1 en tenia dues, 7 en tenien tres, 16 en tenien quatre i 20 en tenien cinc o més. 35 habitatges disposaven pel capbaix d'una plaça de pàrquing. A 19 habitatges hi havia un automòbil i a 19 n'hi havia dos o més.

### Piràmide de població
La piràmide de població per edats i sexe el 2009 era:
| Homes | Edats   | Dones |
| ----- | ------- | ----- |
| 0     | 95 o +  | 0     |
| 0     | 90 a 94 | 0     |
| 0     | 85 a 89 | 0     |
| 0     | 80 a 84 | 0     |
| 12    | 75 a 79 | 4     |
| 8     | 70 a 74 | 16    |
| 0     | 65 a 69 | 0     |
| 0     | 60 a 64 | 0     |
| 0     | 55 a 59 | 4     |
| 4     | 50 a 54 | 0     |
| 4     | 45 a 49 | 4     |
| 8     | 40 a 44 | 4     |
| 0     | 35 a 39 | 4     |
| 8     | 30 a 34 | 4     |
| 0     | 25 a 29 | 0     |
| 4     | 20 a 24 | 0     |
| 4     | 15 a 19 | 0     |
| 0     | 10 a 14 | 0     |
| 0     | 5 a 9   | 4     |
| 0     | 0 a 4   | 0     |

## Economia
El 2007 la població en edat de treballar era de 55 persones, 37 eren actives i 18 eren inactives. De les 37 persones actives 36 estaven ocupades (23 homes i 13 dones) i 1 aturada (1 home). De les 18 persones inactives 10 estaven jubilades, 2 estaven estudiant i 6 estaven classificades com a «altres inactius».
Activitats econòmiques
L'únic establiment que hi havia el 2007 era d'una empresa de construcció.
L'any 2000 a La Celle hi havia 12 explotacions agrícoles.

## Poblacions més properes
El següent diagrama mostra les poblacions més properes.